# Alejandra Salmerón Ntutumu
Alejandra Evui Salmerón Ntutumu (Murcia, 1983) es una ingeniera de telecomunicaciones, escritora y activista española.

## Trayectoria
Nacida en Murcia, Salmerón es afroespañola, al ser su madre de origen ecuatoguineano. Su padre es español. Estudió ingeniería de telecomunicaciones en la Universidad Politécnica de Cartagena y ha investigado en Perú, Colombia y Estados Unidos, en la Universidad de California en Berkley, en soluciones de telecomunicaciones adaptadas a zonas rurales aisladas en países en desarrollo.
En 2011 abandonó la universidad y se trasladó a Colombia para trabajar en el Proyecto Hormiga en los cinturones de pobreza de Bogotá. Después volvió a España donde trabajó en la Fundación ONCE en el proyecto ATIS4all. Después se convirtió en la responsable de comunicación y marketing del Proyecto Closefunding orientado a apoyar el emprendimiento social tecnológico en el área del Mar Menor.
En 2017, fundó con su hermana Belinda la Asociación Afromurcia en Movimiento para visibilizar la cultura africana, siendo la primera asociación que reunía personas afrodescendientes de la Región de Murcia. Además, se convirtió en miembro de la Comunidad Africana y Afrodescendiente en España (CNNAE), la Federación de Asociaciones Africanas de Murcia (FaAM), African Projects y AfroFem Koop.
Impulsó el proyecto socioeducativo editorial Potopoto (palabra guineana que significa “barro” o “arcilla”) para educar en la diversidad. En 2017 publicó el cuento ilustrado El viaje de Ilombe, su primer libro, sobre una niña ecuatoguineana heroína de una aventura. En 2023 publicó Las hermanas Mangue y otros cuentos infantiles africanos, un recopilatorio de ocho cuentos de Guinea Ecuatorial y otros países de África ilustrados por Adaora Onwuasoanya.

## Reconocimientos
Fue seleccionada por Accem, asociación que apoya a refugiados y migrantes, como ejemplo por su labor en la visibilización de las figuras africanas y la educación igualitaria dentro de la campaña 'Referentes' que reconoció también a la periodista Ebbaba Hameida, la poeta Paloma Chen, al cantautor Marwan y el cineasta Santiago Zannou, entre otros.

## Obra
- Salmerón Ntutumu, Alejandra Evui (2017). El viaje de Ilombe. Ilustrado por Lydia Mba. ISBN 978-84-617-9941-1.
- Salmerón Ntutumu, Alejandra Evui (2024). Las hermanas Mangue y otros cuentos infantiles africanos. Ilustrado por Adaora Onwuasoanya. ISBN 978-84-09-54577-3.